# Années 660
Les années 660 couvrent la période de 660 à 669.

## Événements
- Entre 660 et 670 : les conciles de Tolède ordonnent aux Juifs de quitter les villes après leur avoir interdit de travailler le dimanche devant les chrétiens[1].

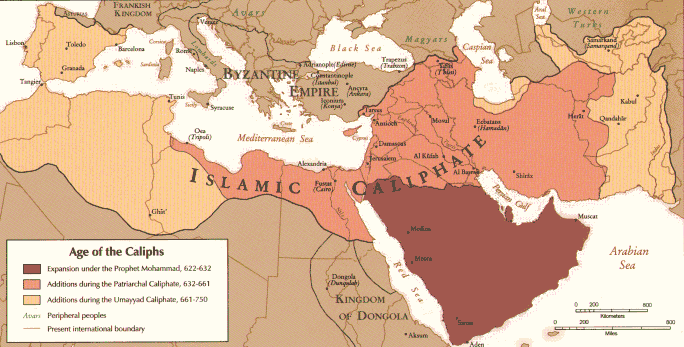
Expansion de l'empire des Omeyyades entre 661 et 750.

- 661 : assassinat d'Ali. Début de la dynastie omeyyade à Damas (fin en 750). La prise du pouvoir par Muʿawiya, fils d’Abû Sufyân ibn Harb, ancien chef des Mecquois hostiles au Prophète, marque la victoire décisive de l’aristocratie quraychite sur les compagnons du prophète[2]. Dans un empire régit par une religion où rien ne distingue le pouvoir spirituel du pouvoir temporel, il doit fixer les attributions du califat. Son pouvoir s’appuie sur la tradition arabe où le chef de tribu est choisi par le conseil des Anciens qui partage le pouvoir avec lui, sur la tradition byzantine ou perse où le souverain dispose d’un pouvoir absolu d’essence divine et sur la loi coranique qui donne des indications sur la manière de gouverner et d’obéir. Le calife omeyyade est « Khalifat Allah » (« Calife de Dieu ») et Amir al Muminin (« Commandeur des croyants »). Le califat prend surtout l’allure d’une monarchie militaire inspirée de l’exemple byzantin.

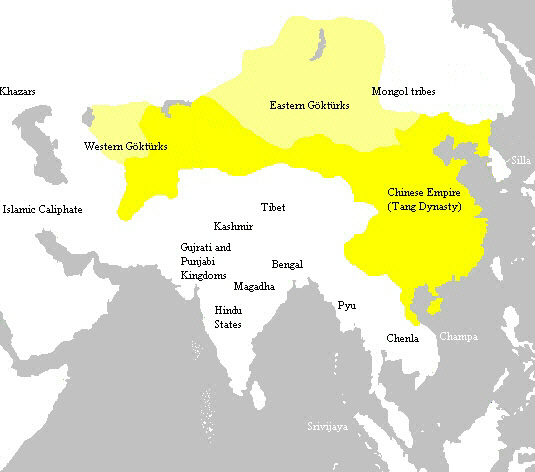
La Chine des Tang en 669.

- 663, Corée : bataille de Hakusukinoe. La Chine, alliée au roi de Silla, soumet le royaume coréen de Paekche (sud-ouest de la péninsule) appuyé par le Japon de 660 à 665[3].
- 664 : la Northumbrie adopte les usages romains au concile de Whitby au détriment des pratiques des moines irlandais. Vers 660, en Angleterre, seuls le Sussex et l’île de Wight restent païens[4].

Les thèmes dans l'Empire byzantin vers 750

- Vers 667-669 : dans l'Empire byzantin, premières mentions des thèmes des Anatoliques (669), des Arméniaques (667) et de l’Opsikion[5]. Les thèmes répondent à des nécessités militaires nouvelles : face aux raids des Arabes, une grande armée centrale est inefficace, car elle arrive après le départ de l’ennemi. Il faut pouvoir mobiliser rapidement une armée moins nombreuse mais décidée à défendre sa terre, les stratiôtes des thèmes, dirigée par un chef puissant, le stratège.

## Personnages significatifs
- Adrien de Cantorbéry - Childéric II - Constant II - Constantin IV - Ébroïn - Frédégaire - Grimoald Ier de Bénévent - Lambert de Maastricht - Muawiya Ier - Théodore de Tarse - Wu Zetian